# Phalerodonta bombycina
Phalerodonta bombycina är en fjärilsart som beskrevs av Charles Oberthür 1881. Phalerodonta bombycina ingår i släktet Phalerodonta och familjen tandspinnare. Inga underarter finns listade i Catalogue of Life.